# Cantó de Tonnerre
El cantó de Tonnerre és un cantó francès del departament del Yonne, situat al districte d'Avallon. Té 15 municipis i el cap és Tonnerre.

## Municipis
- Béru
- Cheney
- Collan
- Dannemoine
- Épineuil
- Fleys
- Junay
- Molosmes
- Serrigny
- Tissey
- Tonnerre (Yonne)
- Vézannes
- Vézinnes
- Viviers
- Yrouerre.

## Història
| Data d'elecció                           | Identitat      | Partit        | Qualitat |
| ---------------------------------------- | -------------- | ------------- | -------- |
| 1945-1951                                | André Durand   | PCF           |          |
| 1951-1976                                | Roger Picand   | Divers droite |          |
| 1976-1988                                | André Durand   | PCF           |          |
| 1988-2001                                | Henri Nallet   | PS            |          |
| 2001-                                    | Maurice Pianon | Divers droite |          |
| les dades anteriors no són pas conegudes |                |               |          |
|                                          |                |               |          |

## Demografia
| A partir de 1990: Població sense dobles comptes |